# Superkids (2016)
Superkids (deutscher Langtitel: Superkids – Auf der Jagd nach dem Spielzeug aus der Zukunft, Originaltitel: Time Toys) ist ein US-amerikanischer Science-Fiction-Familienfilm aus dem Jahr 2016 von Mark Rosman, der auch für das Drehbuch und gemeinsam mit Suzanne Lyons für die Produktion verantwortlich war.

## Handlung
Eine Gruppe von Kindern um Matt Bauer, die von Klassenkameraden gemieden werden und eher den Ruf von Versagern haben, findet eine merkwürdige Truhe. Als sie diese öffnen, stoßen sie auf eine große Sammlung futuristischer Spielzeuge. Sie entdecken, dass die Spielzeuge über verschiedene unglaubliche Kräfte verfügen. Anfänglich verwenden sie die Spielsachen tatsächlich nur zum Spielen, entdecken dann aber auch, dass sie sich dadurch einige Vorteile in der Gesellschaft verschaffen können.
Sie beschließen, ihre Nachbarschaft gegen ein finsteres und korruptes Unternehmen zu verteidigen. Während ihres Kampfes gegen das Böse verstehen die Kinder, dass sie definitiv keine Verlierer sind, und werden dank des Spielzeugs zu Superhelden, die die Welt retten.

## Hintergrund
Die Straßenszenen entstanden im kalifornischen Santa Clarita, die Landschafts- und Waldaufnahmen wurden in Topanga realisiert. Der Film wurde am 29. April 2016 auf dem International Christian Film Festival uraufgeführt. In Deutschland startete der Film am 7. Juni 2018 in den Videoverleih.

## Kritik
„Stereotyper Science-Fiction-Film für jugendliches Publikum, der nie die Ebene harmloser Unterhaltung verlässt. Dem geringen Budget und den schwach konturierten Figuren stehen zumindest lebhafte Darsteller gegenüber.“

„Einmal zurück in die Gegenwart, bitte!“